# Papilio morondavana
Espèce
Statut de conservation UICN

DD : Données insuffisantes
Papilio morondavana ou Machaon empereur de Madagascar est une espèce de lépidoptères (papillons) de la famille des Papilionidae. Cette espèce est endémique de Madagascar.

## Description
Cette espèce fait entre 90 et 98 mm d'envergure. À l'avers les ailes sont noires. Les ailes antérieures portent une bande médiane jaune pâle, des macules irrégulières dans la cellule et une série de macules submarginales de même couleur. Les ailes postérieures sont prolongées par de fines queues noires. Elles portent également une bande médiane jaune pâle dans le prolongement de celle des ailes antérieures et une série de macules de même couleur dans la partie submarginale. Il y a une ocelle bleuâtre cernée de noir et bordée d'ocre près du bord supérieur et une autre ocelle rouge brique dans l'angle anal surmontée de noir et de bleu. 
Le revers présente les mêmes motifs mais le noir est remplacé par du jaune pâle bordé de marron. Le corps est jaune pâle en dessous et marron foncé au-dessus et l'extrémité des antennes est orange.
La femelle est plus grande que le mâle mais son apparence est la même.

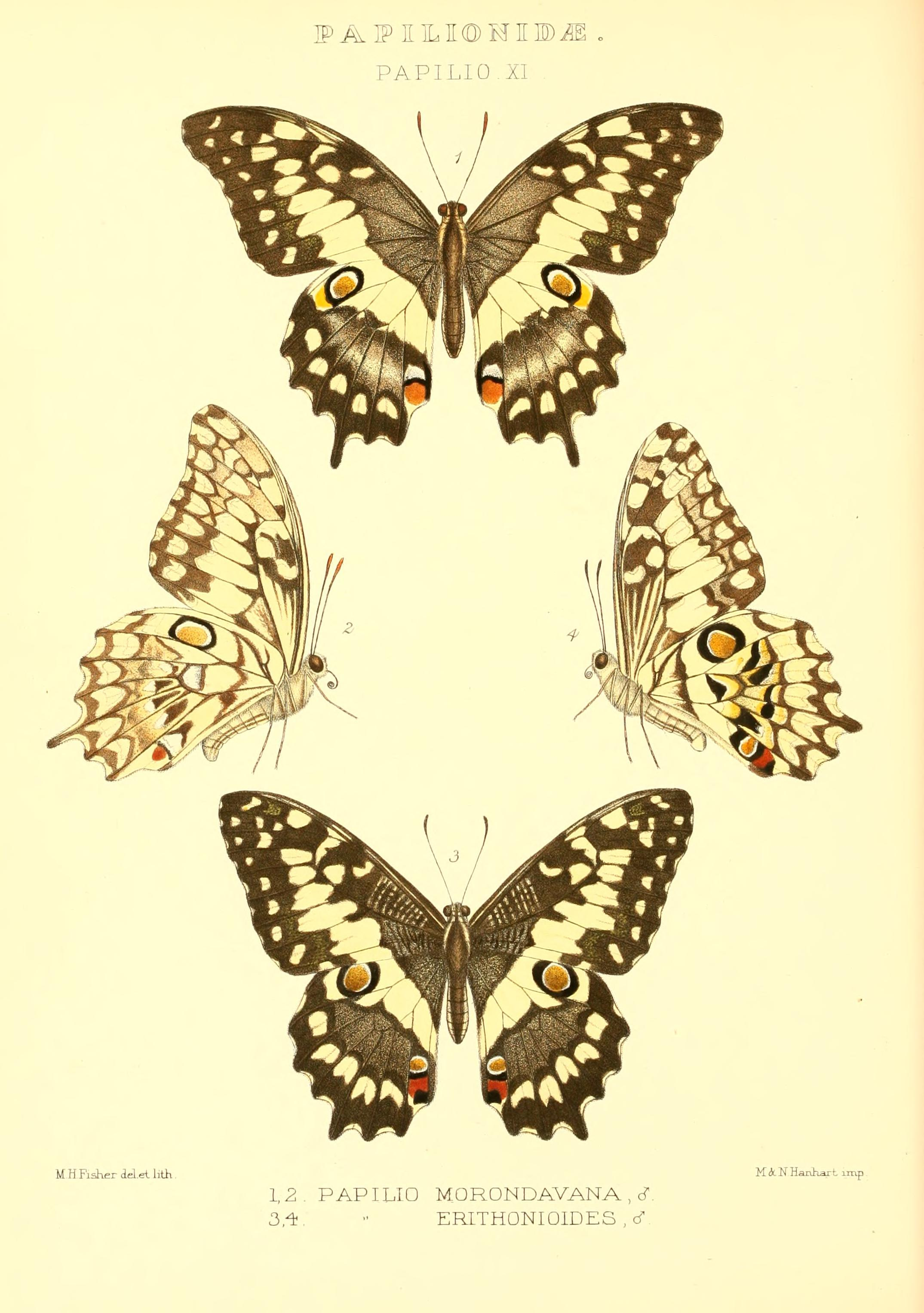
Papilio morondavana , vue dorsale (en haut) et vue latérale (à gauche) et Papilio erithonioides, vue dorsale (en bas) et vue latérale (à droite)

## Écologie
L'écologie de cette espèce est mal connue. Les juvéniles ne sont pas documentés et la plante hôte n'a pas été identifiée, bien qu'il s'agisse probablement d'une espèce de rutacées ou d'ombellifères comme les autres espèces de Papilionidae. Les chenilles passent sans doute par cinq stades avant de se transformer en chrysalide. 
Les adultes sont plus nombreux en novembre.

## Habitat et répartition
Papilio morondavana est endémique de Madagascar. L'espèce vit dans les forêts sèches de l'ouest de l'île jusqu'à 800 m d'altitude. Sa présence est attestée de la forêt d'Ankarafantsika dans la province de Majunga jusqu'à la forêt d'Andronovory dans le province de Toliara.

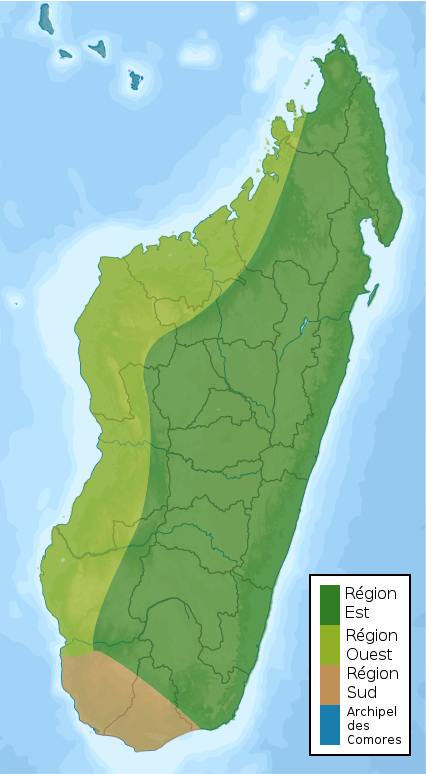
Régions floristiques de Madagascar
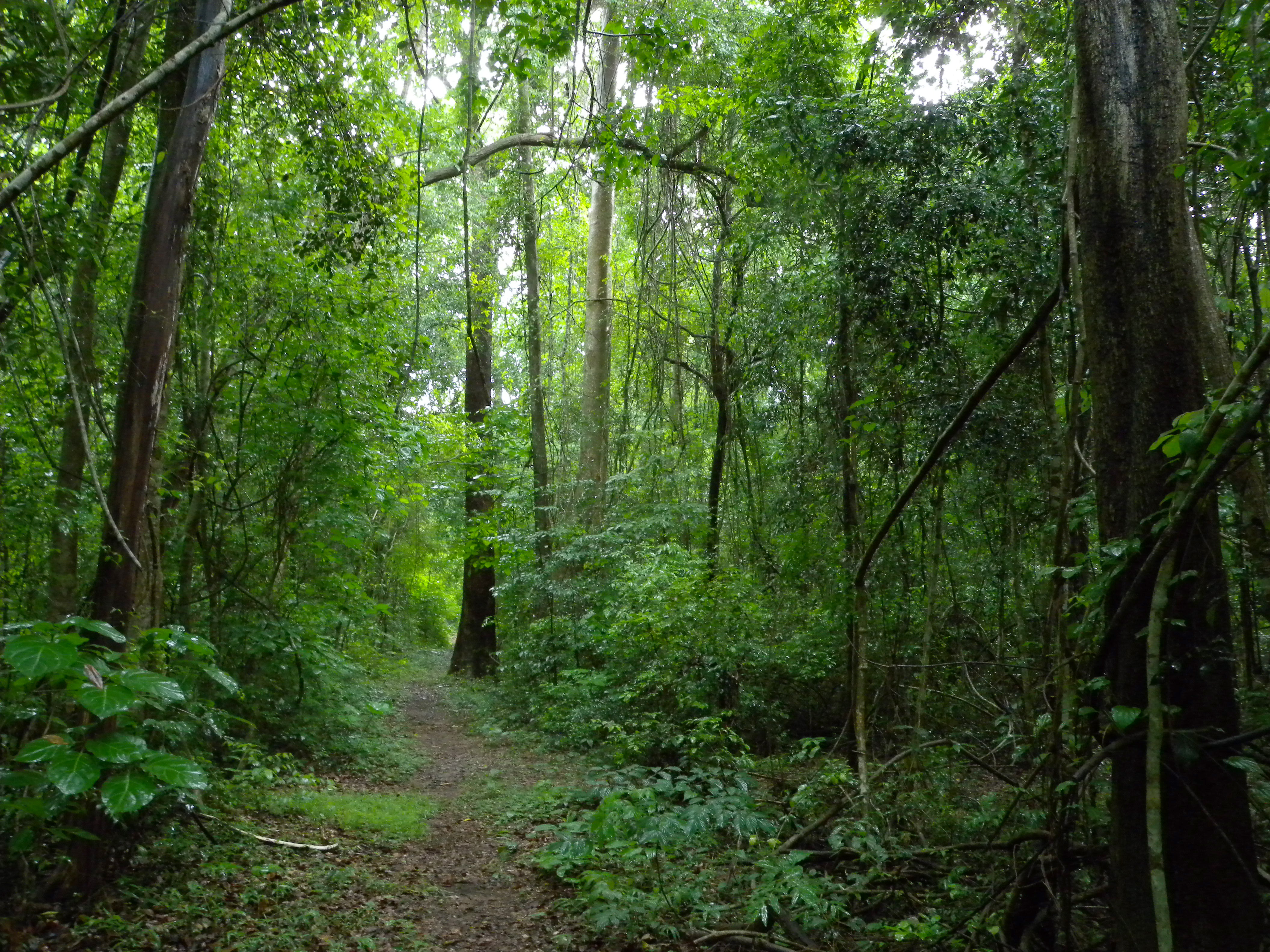
Parc national d'Ankarafantsika, forêt décidue sèche

## Systématique
L'espèce Papilio morondavana a été décrite pour la première fois en 1891 par l'entomologiste Henley Grose-Smith dans The Annals and magazine of natural history. L'espèce a été décrite à partir d'un spécimen trouvé à Mahabo près de la rivière Morondava, qui lui a donné son nom .  Papilio morondavana appartient au groupe de P. demoleus. L'espèce ressemble beaucoup à P. erithonioides, également endémique de Madagascar, mais ses plus proches parents sont P. grosesmithi et P. demoleus.

## Papilio morondavanaet l'Homme

### Nom vernaculaire
L'espèce est appelée "Madagascan Emperor Swallowtail" en anglais.

### Menaces et conservation
L'espèce est évaluée comme DD (données insuffisantes) par l'UICN. Elle est menacée par la destruction de son habitat et par la collecte excessive pour les collectionneurs.